# 243 a.C.

## Eventos
- Vigésimo-segundo ano da Primeira Guerra Púnica.
- Caio Fundânio Fúndulo e Caio Sulpício Galo, cônsules romanos.

## Nascimentos
- Magão Barca, general cartaginês (m.203 a.C.)